# 3475 Fichte
A 3475 Fichte (ideiglenes jelöléssel 1972 TD) a Naprendszer kisbolygóövében található aszteroida. Luboš Kohoutek fedezte fel 1972. október 4-én.